# Maria Maravillas od Jezusa
Maria Maravillas od Jezusa, właśc. María Maravillas Pidal y Chico de Guzmán (ur. 4 listopada 1891 w Madrycie, zm. 11 grudnia 1974 w klasztorze w La Aldehuela w Hiszpanii) – karmelitanka bosa, opatka, święta Kościoła katolickiego.

## Życiorys
W roku 1919 wstąpiła do klasztoru karmelitanek bosych w El Escorial koło Madrytu. W roku 1924 założyła klasztor w Cerro de Los Angeles, a następnie kolejne: dziewięć w Hiszpanii i jeden w Indiach. Organizowała dla potrzebujących posługę duszpasterską, pomoc socjalną i charytatywną, sama żyjąc w ubóstwie. 
Swój stosunek do momentu cielesnej śmierci określiła jako: „rzucenie się ślepo w Boże ramiona, w dzień narodzin do nowego życia”.
Zmarła 11 grudnia 1974 roku w klasztorze w La Aldehuela. W roku 1998 została beatyfikowana przez Jana Pawła II. Pięć lat później została kanonizowana przez tego samego papieża.